# Kosomina
Kosomina, Kosomin – przysiółek wsi Samowicze w Polsce, położony w województwie lubelskim, w powiecie bialskim, w gminie Terespol.
W latach 1975–1998 przysiółek należał administracyjnie do województwa bialskopodlaskiego.